# Sacoche de réservoir

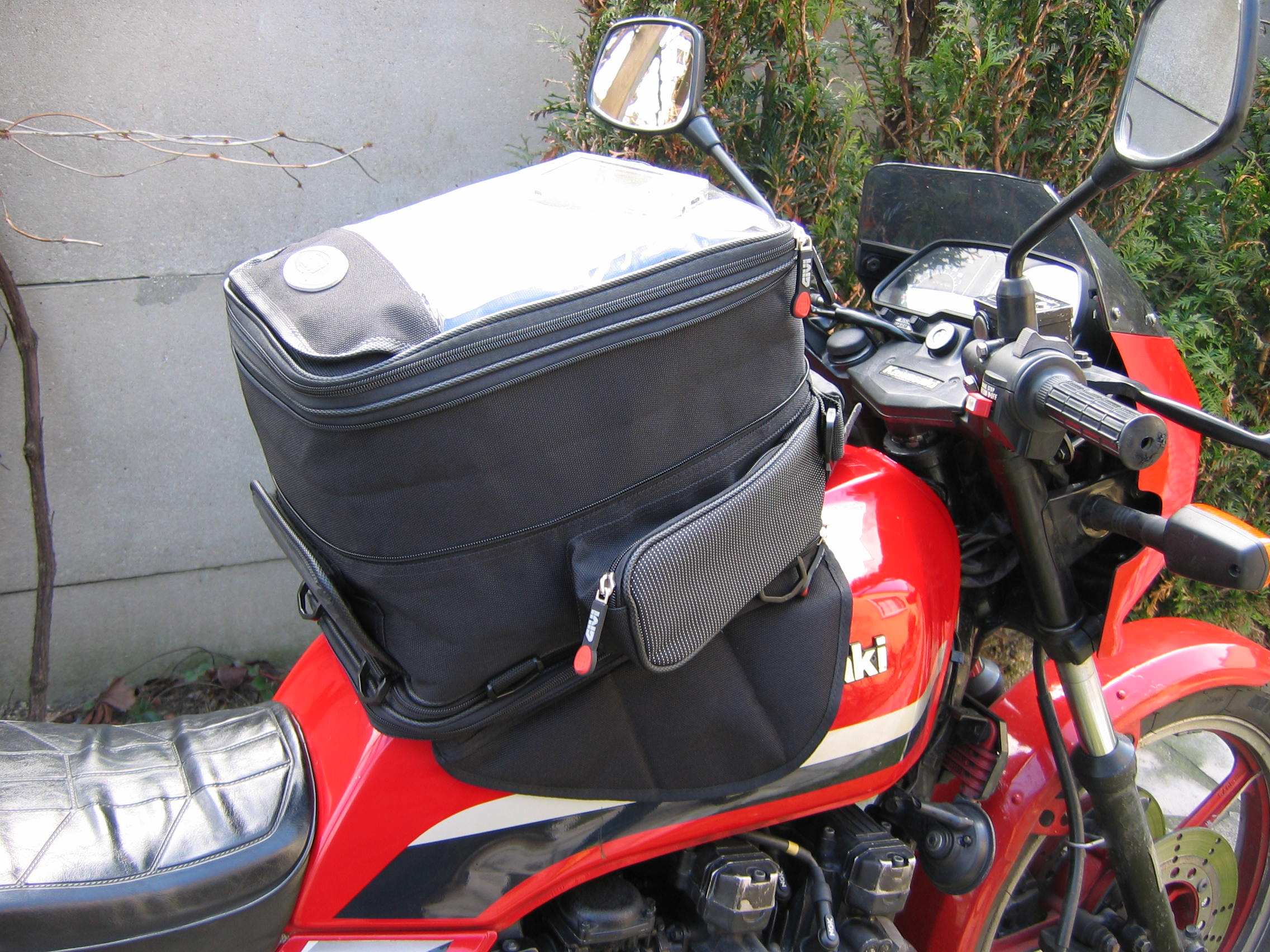
Une sacoche de réservoir magnétique en situation.

La sacoche de réservoir est un type de sacoche spécifique des motos.
Il s'agit d'une sacoche dont la forme, la taille et les moyens de fixation la destinent à être posée sur un réservoir de moto. Elle s'intercale donc entre le pilote et le guidon.

## Description
Les sacoches de réservoir peuvent se fixer au réservoir par des sangles, par des aimants, ou par un tapis de réservoir muni d'un dispositif d'accroche. Le cuir a été presque systématiquement remplacé par des matières synthétiques.
Elles peuvent être spécifiques à un modèle de moto ou génériques.
Du fait de l'emplacement à portée du regard du pilote, il est fréquent que le dessus soit constitué d'une poche transparente permettant d'insérer une carte routière.
Une poignée de transport est présente. De nos jours, on trouve des sacoches de réservoir se transformant en sac à dos.

## Qualités requises
Les principales qualités demandées à une sacoche de réservoir sont d'être facile à installer, de ne pas abîmer le réservoir, d'être étanche à la pluie (une enveloppe protectrice peut être fournie) et de ne pas gêner le pilotage.
Certains modèles sont extensibles, par soufflets rétractables ou rallonges. Une poche principale d'une vingtaine de litres de capacité permet d'y ranger un casque. Une poche secondaire est utile pour transporter des petits objets rigides (clés, téléphone portable, lampe de poche, etc.).

## Inconvénients
Chargée, une sacoche de réservoir élève le centre de gravité de la moto, mais sans provoquer de déséquilibre, contrairement aux bagages placés à l'arrière, qui tendent à altérer la répartition des masses avant/arrière.
Le volume, le poids du chargement et la protection antivol sont moindres que ceux permis par certaines valises.